# 木村英紀
木村 英紀（きむら ひでのり、1941年（昭和16年）11月3日 - ）は、日本の工学者。工学博士（東京大学・1970年）、東京大学名誉教授、大阪大学名誉教授。制御理論、システム科学、生物制御を主な研究分野として数多の業績を上げた。2011年制御工学最高の賞であるIFAC（国際自動制御連合）のGiorgio Quazza Medal の11番目の受賞者、アジア初。2021年IEEE（アメリカ電気電子学会）の各分野の最高賞であるTechnical Field Awardsの制御部門賞IEEE Control Systems Awardをアジアで初めて受賞。
大阪大学基礎工学部助手、講師、助教授、大阪大学工学部教授、大阪大学基礎工学部教授、東京大学工学系大学院教授を歴任。退官後は、理化学研究所バイオメディカル制御センターチームリーダ、理研 BSI-Toyota 連携センターセンター長、科学技術振興機構研究開発戦略センター主席フェロー、早稲田大学招聘研究教授を歴任。現在、一般社団法人システムイノベーションセンター副センター長。主な学会活動として、計測自動制御学会会長、日本学術会議会員、アジア制御協会初代会長、IEEE CSS理事、IFAC（国際自動制御連合） Councilメンバーを歴任。Automatica Paper Prize Awardを2回、IEEE-CSS Outstanding Paper Awardなど国内外において多数の受賞歴をもつ。
「制御工学の考え方」（講談社ブルーバックス）、「ものつくり敗戦」（日経出版）など一般書も多く執筆。

## 著書

### 単著
- 『動的システムの理論』産業図書 (1974) ISBN 978-4782852514
- 『ディジタル信号処理と制御』昭晃堂 (1982) ISBN 978-4785611101
- 『PC-9801制御系設計プログラミング』日刊工業新聞社 (1985) ISBN 978-4526018237
- Chain-Scattering Approach to H∞-Control, Birkhaeuser (1996) ISBN 978-0817637873
- 『H∞制御』コロナ社 (2000) ISBN 978-4339030983
- 『制御工学の考え方―産業革命は「制御」からはじまった』 講談社 (2002) ISBN 978-4062573962
- 『岩波講座 物理の世界 制御する〈1〉回路とシステム』 岩波書店 (2003) ISBN 978-4000111683
- 『線形代数―数理科学の基礎』 東京大学出版会 (2003) ISBN 978-4130629126
- 『「制御理論講義」体系的理解のために』 (臨時別冊・数理科学 SGCライブラリ40 2005年 06月号) サイエンス社 (2005) ASIN B00JJJM8HG
- 『フーリエ‐ラプラス解析』 岩波書店 (2007) ISBN 978-4000059541
- 『ものつくり敗戦―「匠の呪縛」が日本を衰退させる』 日本経済新聞出版社 (2009) ISBN 978-4532260361
- 『世界を動かす技術思考 要素からシステムへ』 講談社 (2015) ISBN 978-4062579186
- 『現代システム科学概論』東京大学出版会 (2021) ISBN 978-4130628440

### 共著
- 伊藤正美，細江繁幸，木村英紀『線形制御系の設計理論』計測自動制御学会 (1983) ISBN 978-4339083316
- 木村英紀，森武宏，藤井隆雄『ロバスト制御』(現代制御シリーズ) コロナ社 (1994) ISBN 978-4339030884
- 木村英紀，新誠一，美多勉，葛谷 秀樹『制御系設計理論とCADツール』 (産業制御シリーズ) コロナ社 (1998) ISBN 978-4339044218
- 木村英紀，江沢洋『岩波講座 応用数学〈14〉Fourier‐Laplace解析 漸近解析―方法(4・5) 』岩波書店 (1999) ISBN 978-4000108041